# Терани (округ Крупіна)
Терани (словац. Terany) — село, громада в окрузі Крупіна, Банськобистрицький край, центральна Словаччина, традиційний регіон Гонт. Кадастрова площа громади — 1083 км². Населення — 612 осіб (за оцінкою на 31 грудня 2017 р.).
Перша згадка 1298 року.

## Населення
| Рік:            | 1994. | 2004.   | 2014.    | 2024.   |
| --------------- | ----- | ------- | -------- | ------- |
| Кількість осіб: | 713   | 727     | 639      | 588     |
| Різниця:        |       | +1,96 % | -12,10 % | -7,98 % |

| Рік:            | 2023. | 2024. |
| --------------- | ----- | ----- |
| Кількість осіб: | 588   | 588   |
| Різниця:        |       | +0 %  |